# Heliconius abadiae
Heliconius abadiae är en fjärilsart som beskrevs av Apolinar 1926. Heliconius abadiae ingår i släktet Heliconius och familjen praktfjärilar. Inga underarter finns listade i Catalogue of Life.